# Gotteskammer
Gotteskammer war im niederdeutschen Raum im Mittelalter und später die Bezeichnung für ein kirchliches Armenhaus. Belegt sind außerdem weitere Bedeutungen des Begriffs, der allerdings wohl nur sporadisch gebraucht wurde. Im Deutschen Wörterbuch erscheint er unter dem Stichwort Gott.

## Gotteskammer als soziale Einrichtung
In der Diakonie oder dem Institut der Fremden Armen gab es Gooskammern oder Gotteskammern, in denen arme Witwen untergebracht waren. Bezeugt ist ihre Existenz unter anderem für die Städte Emden, Norden und Jever, wo bis heute der Straßenname An der Gotteskammer daran erinnert. Die Norder Gotteskammern befanden sich unter anderem in der Sielstraße (belegt für 1560), am Burggraben (zwei Gotteskammern; 1646) und in der Kirchstraße. Die Häuser am Burggraben und in der Kirchstraße waren Stiftungen des adeligen Familiensitzes Osterhaus.

## Weitere Bedeutungen des Begriffs
In der römisch-katholischen Marienfrömmigkeit wurde Maria, die Mutter Jesu, gelegentlich als Cella Dei (Gotteskammer) verehrt. So heißt es in einer von Christian von Lilienfeld lateinisch abgefassten Salutatio an Maria: „Mater pia, mater dya, / rei via, o Maria, / ave, plena gratia, / O tenella, Dei cella, / interpella pro me, mella / da de celi curia.“
In dem von Karl Friedrich Wilhelm Wander herausgegeben Deutschen Sprichwörter-Lexikon (1870) wird folgendes schlesisches Sprichwort zitiert: „Gid og a Gotskammer, ´s sein kene Moise drinn.“ Gotskammer wird hier in einem Klammerzusatz als Sakristei gedeutet.